# Ust'-Kanskij rajon
L'Ust'-Kanskij rajon (in russo Усть-Канский район?) è un municipal'nyj rajon della Repubblica autonoma dell'Altaj, nella Russia asiatica. Istituito nel 1924, occupa una superficie di circa 6.244 chilometri quadrati, ha come capoluogo Ust'-Kan e nel 2009 ospitava una popolazione di circa 15.000 abitanti.